# 곡산 한씨
곡산 한씨(谷山 韓氏)는 황해도 곡산군을 관향으로 하는 한국의 성씨 본관이다.

## 역사
시조 한예(韓銳)는 중국 송(宋)나라 시대의 8학사(八學士)의 한 사람으로 1206년(고려 희종 2년) 고려에 들어와 문하시중평장사(門下侍中平章事)로 곡산군(谷山郡)에 봉해졌다.
2세손 한희(韓禧)가 고려 시대의 밀직부사를 지냈고, 3세손 한익(韓翊)은 판도판서를 지냈으며, 4세손 한진(韓瑨)은 정당문학에 올랐다. 5세손 한방좌(韓邦佐)와 6세손 한옹(韓雍)은 관찰사를 역임하였다.

## 본관
곡산(谷山)은 황해도 북동단에 위치하는 지명으로, 본래 고구려의 십곡성(十谷城)인데 통일신라 경덕왕이 진서(鎭瑞)로 고쳤고 고려초에 곡주(谷州)로 개칭하였다. 1393년(조선 태조 2)에는 곡산으로 개칭하고 부(府)로 승격하였다. 조선 1895년에 곡산군이 되었으며, 별칭은 덕둔홀, 고곡, 진서, 상산 등이다.
《세종실록지리지》에는 곡산군의 토성(土姓)으로 우(禹)·노(盧)·강(康)·한(韓)·용(龍)·연(延) 6성이 기록되어 있다.

## 인물
- 한옹(韓雍, 1352년 ~ 1425년): 고려조에 장하(張夏)의 천거로 사천감무가 되었고, 조선 개국 후 병조참의 등을 거쳐 1410년 충청도관찰사, 1411년 한성부윤, 1414년 경상도관찰사·풍해평안도도안무사(豊海平安道都安撫使), 1415년 판충주목사(判忠州牧事) 등을 거쳐 1419년(세종 1) 개성유후사유후를 역임하였다. 시호는 평절(平節)이다.
- 한여유(韓汝愈, 1642년 ~ 1709년): 저서로 『둔옹집(遁翁集)』이 있고, 1741년(영조 25)에 사헌부지평(司憲府持平)으로 추증되었다.
- 한이원(韓以原, 1651년 ~ 1720년): 1687년 식년문과에 병과로 급제하고 감찰이 되었다가 1692년 결성현감을 거쳐, 1694년 전적을 역임하고 평안도도사로 나갔다. 1701년 충청도도사를 거쳐 병조정랑이 되었다. 고산찰방, 장령, 해미현감을 거쳐 1716년 장악원정이 되었고, 1718년 사복시정에 이르렀다.
- 한덕전(韓德全, 1685년 ~ ?): 한이원의 아들.  1717년(숙종 43) 식년문과에 병과로 급제하였고, 정언, 장령 등을 거쳐 1733년 승지가 되었다.
- 한시유(韓是愈)
- 한문건(韓文健)
- 한영석(韓永錫, 1938년 ~ ): 제29대 법무부 차관

## 과거 급제자
곡산 한씨는 조선시대 문과 급제자 4명을 배출하였다.
문과
한권(韓淃) 한덕전(韓德全) 한덕후(韓德厚) 한이원(韓以原)
무과
한미수(韓眉壽)
생원시
한극효(韓克孝) 한덕서(韓德瑞) 한덕후(韓德厚) 한명길(韓命吉) 한석응(韓錫應) 
한익상(韓翊相) 한재원(韓載原)
진사시
한국관(韓國觀) 한국기(韓國琦) 한덕옥(韓德玉) 한덕일(韓德一) 한문건(韓文健) 
한수원(韓受原) 한시유(韓是愈) 한이원(韓以原)

## 집성촌
- 경상북도 경주시 건천읍 금척리
- 경상북도 경주시 내남면 망성리(아랫말)
- 경상북도 경주시 광명동
- 경상북도 경주시 아화리

## 인구
- 1985년 4,722가구 21,195명
- 2000년 1,562가구 4,917명
- 2015년 6,266명